# Abbaye Sainte-Marie et Saint-Bernard des Olieux
L'abbaye Sainte-Marie et Saint-Bernard des Olieux fondée en 1153 à Montséret dans l'Aude était l'un des trois monastères de femmes fondés par l'abbaye de Fontfroide avec Rieunette et Eule.

## Localisation
Le monastère était situé dans le massif de la Clape sur le chemin de Moujan à Gruissan, entre les abbayes de Fontfroide et de Lagrasse. Aujourd'hui aux limites de Montséret et Boutenac sur la D 61.

## Historique
En 1153 Raingarde de Montseret fonde aux Ollieux (ou les oliviers) la première abbaye cistercienne de femmes du royaume de France sous le nom "ecclesiam Sancte Marie de Olivis, que est in terminio Montis sereni". Celle-ci semble rejoindre effectivement l'ordre de Citeaux en 1202. L'abbaye est située dans un terrain bas, humide et réputé malsain, les eaux qui y croupissent empêchant les prêtres et les secours médicaux d’y aborder l'hiver et causant de graves maladies aux religieuses l'été.
Le monastère prospère néanmoins au cours du XIIIe siècle. Puis les  religieuses  doivent se réfugier à plusieurs reprises dans Narbonne lors des invasions des routiers et autres pillards en 1393. Lors des Guerres de religion elles sollicitent du conseil de ville un accueil provisoire intra-muros en 1574. Le prieur de Fontfroide ayant profité de leur absence pour annexer leur monastère elles ne parviennent à le récupérer qu'en 1600 ; celui-ci menaçant ruines elles s'installent définitivement à Narbonne en 1614. Depuis cette date, le domaine des Olieux n'est plus connu que sous le nom de grange des Monges.

## Architecture et description
Le seul vestige du monastère est son église. D'apparence austère, c'est un rectangle à nef unique d´environ 27 m sur 13 m. Le chevet est à fond plat percé de 3 fenêtres ; les murs sont épais et les contreforts simples sont situés à l'extérieur. Elle comportait quatre travées à l'origine. Les trois qui sont conservées sont voûtées sur ogives. Vendue comme bien national en 1804 elle est transformée en écurie. Inscrite aux Monuments Historiques depuis 1951. La travée n°3 s'est effondrée en 2004.

## Filiations et dépendances
Le monastère des Olieux est fille de l'abbaye de Fontfroide. Dans les années 1770, il possédait :
- un champ de 1,8 hectare en rive droite du canal d'Aude (Robine) vers la métairie de Craboules,.
- 18 hectares de champs, 38 hectares d'herme, 2,5 hectares de prés et 1,5 hectare de vignes entre le canal de l'étang Salin et la Clape.
- d'autres terrains vers le domaine de Capitoul.

## Les abbesses des Olieux
On en possède la liste à peu près complète dès le milieu du XIIIe siècle.
- 1257, Ermengarde I de Roussette
- 1261-1265, Bérengère I de Bages (Berengaria de Bagis)
- 1266-1270, Guillemette des Ortals (Guillelma de Ortalibus)
- 1272-1275, Pèlerine (Peregrina)
- 1276, Ermengarde II
- 1283, Reine (Regina)
- 1292-1299, Rixende (Rixendis)
- 1300, Magne de Montlaur (Magna de Montelauro)
- 1320, Bérengère II de la Grasse
- 1337-1338, Ferrande
- 1352-1357, Ermengarde III
- 1373, Agnès de Montbrun
- 1375, Ermengarde IV
- 1393, Braide de Cucugnan (Braida de Cuguniano)
- 1402, Adémare
- 1426-1446, Béatrix
- 1452, Isabelle de Saint-Martin
- 1466, Jeanne I Rilliote
- 1484, Jeanne II de Saint-Marcel
- ????-1508, N. de Narbonne, nièce de Jean I Bureau, évêque de Béziers
- 1508-1516, Louise d'Arpajon
- 1516-1525, Louise II d'Arpajon (Ludovica d'Arpajon)
- 1526-1529, Guicharde
- 1529-1536, Anne d'Arpajon
- 1539, Delphine de Mostuéjouls
- 1570, Imberte de Fourquevaulx fille de Mgr de Fourquevaulx
- 1600, Marie Lenoir
- 1602, Jacqueline de Ferrière ou de Serguière
- 1648-1661, Anne de Roquelaure. Transfert définitif intra-muros à Narbonne
- 1661-1695, Marie de Grillon (Guillon), bénie par Pierre de Bonzi, archevêque de Narbonne en 1675
- 1695-1722, Madeleine de Lucet de Valois (Magdeleine Suzot de Valois), bénie par Charles Le Goux de La Berchère, archevêque de Narbonne en 1711
- 1723, Marie Islande (Yolande) de Mirailet, nommée par le roi en 1723
- 1761-1762, N. Beausset de Roquefort
- 1762, N. de Niquet
- 1771, N. de Monteil
- 1781, D. de Demandols (Mandols ou Mundel)